# Ennordres

Ennordres este o comună în departamentul Cher, Franța. În 2009 avea o populație de 220 de locuitori.